# Nissan Stanza
Nissan Stanza – samochód osobowy klasy średniej produkowany przez japońską firmę Nissan w latach 1977–1992. Dostępny jako w wielu wersjach nadwoziowych (sedan, coupé, kombi, hatchback). Do napędu używano silników R4, także z turbodoładowaniem. Moc przenoszona była na oś przednią poprzez 4- lub 5-biegową manualną skrzynię biegów. Powstało pięć generacji modelu.

## Dane techniczne (1600 LE)

### Silnik
- R4 1,6 l (1598 cm³), 2 zawory na cylinder, SOHC
- Układ zasilania: gaźnik
- Średnica cylindra × skok tłoka: 78,00 mm × 83,60 mm
- Stopień sprężania: 9,0:1
- Moc maksymalna: 91 KM (67 kW) przy 5600 obr./min
- Maksymalny moment obrotowy: 133 N•m przy 2800 obr./min

### Osiągi
- Przyspieszenie 0-100 km/h: b/d
- Prędkość maksymalna: 155 km/h

## Dane techniczne (1800 Z-EX)

### Silnik
- R4 1,8 l (1809 cm³), 2 zawory na cylinder, SOHC
- Układ zasilania: wtrysk
- Średnica cylindra × skok tłoka: 83,00 mm × 83,60 mm
- Stopień sprężania: 8,8:1
- Moc maksymalna: 112 KM (82 kW) przy 5600 obr./min
- Maksymalny moment obrotowy: 162 N•m przy 2800 obr./min

### Osiągi
- Przyspieszenie 0-100 km/h: b/d
- Prędkość maksymalna: 170 km/h

## Galeria

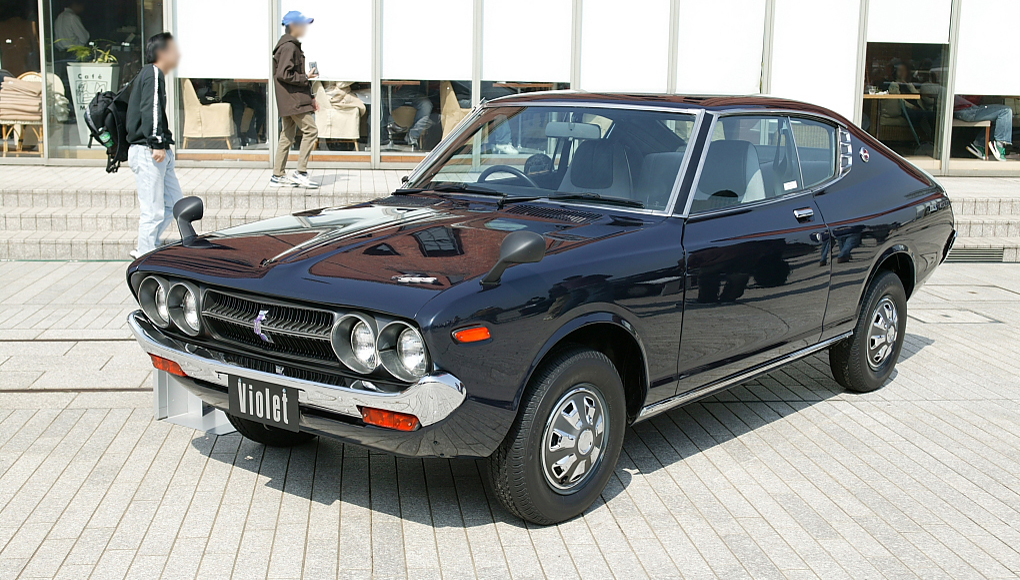
'73 Stanza
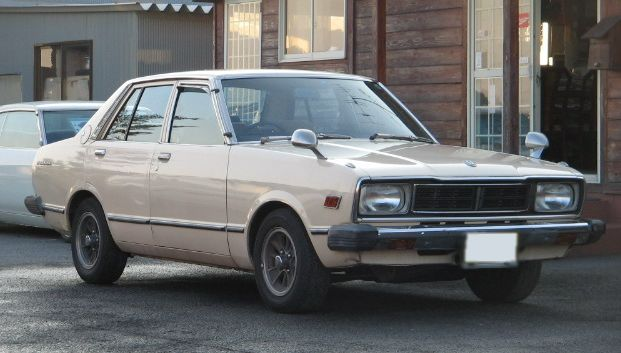
'77-'81 Stanza
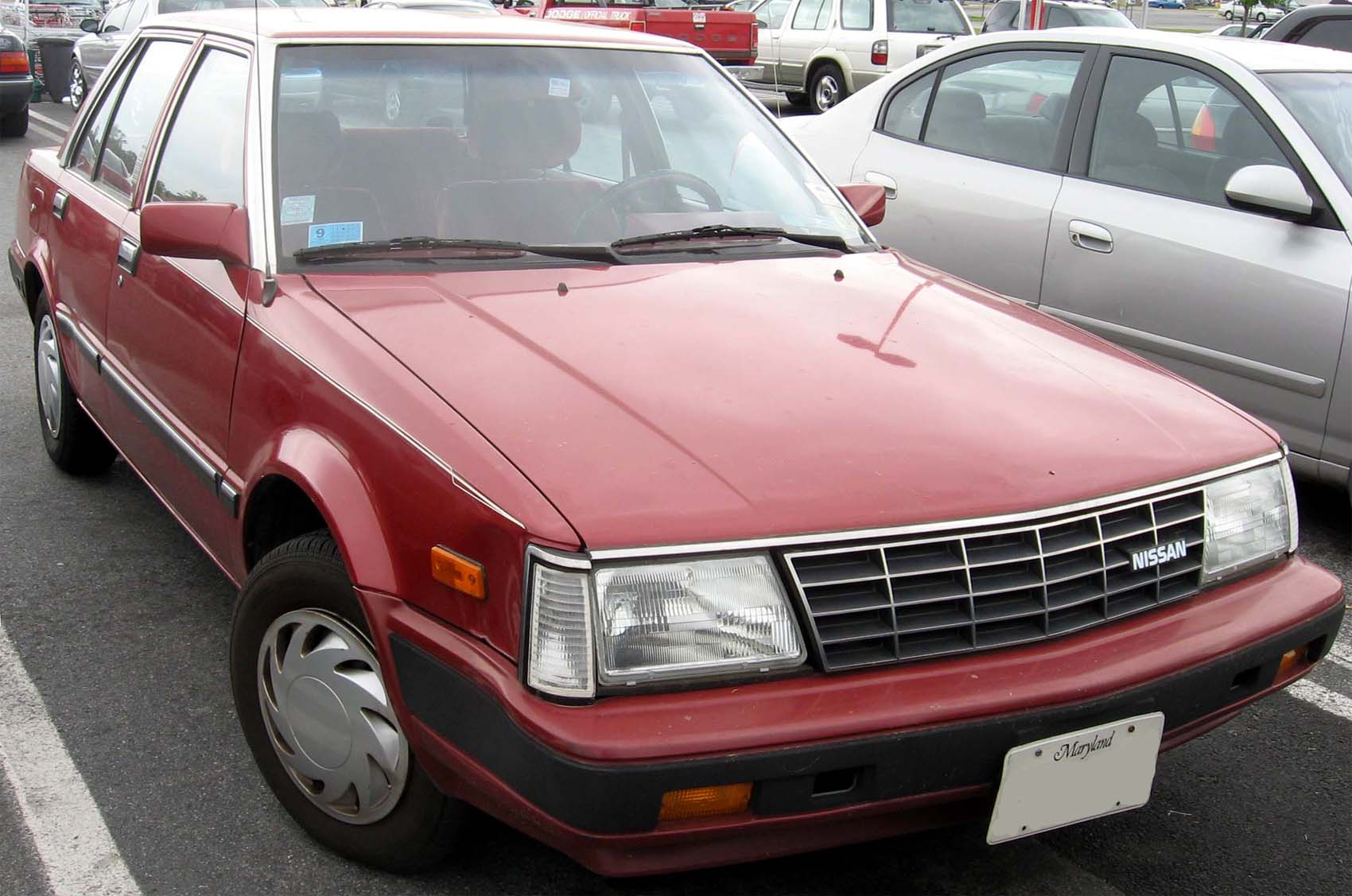
'84-'86 Stanza
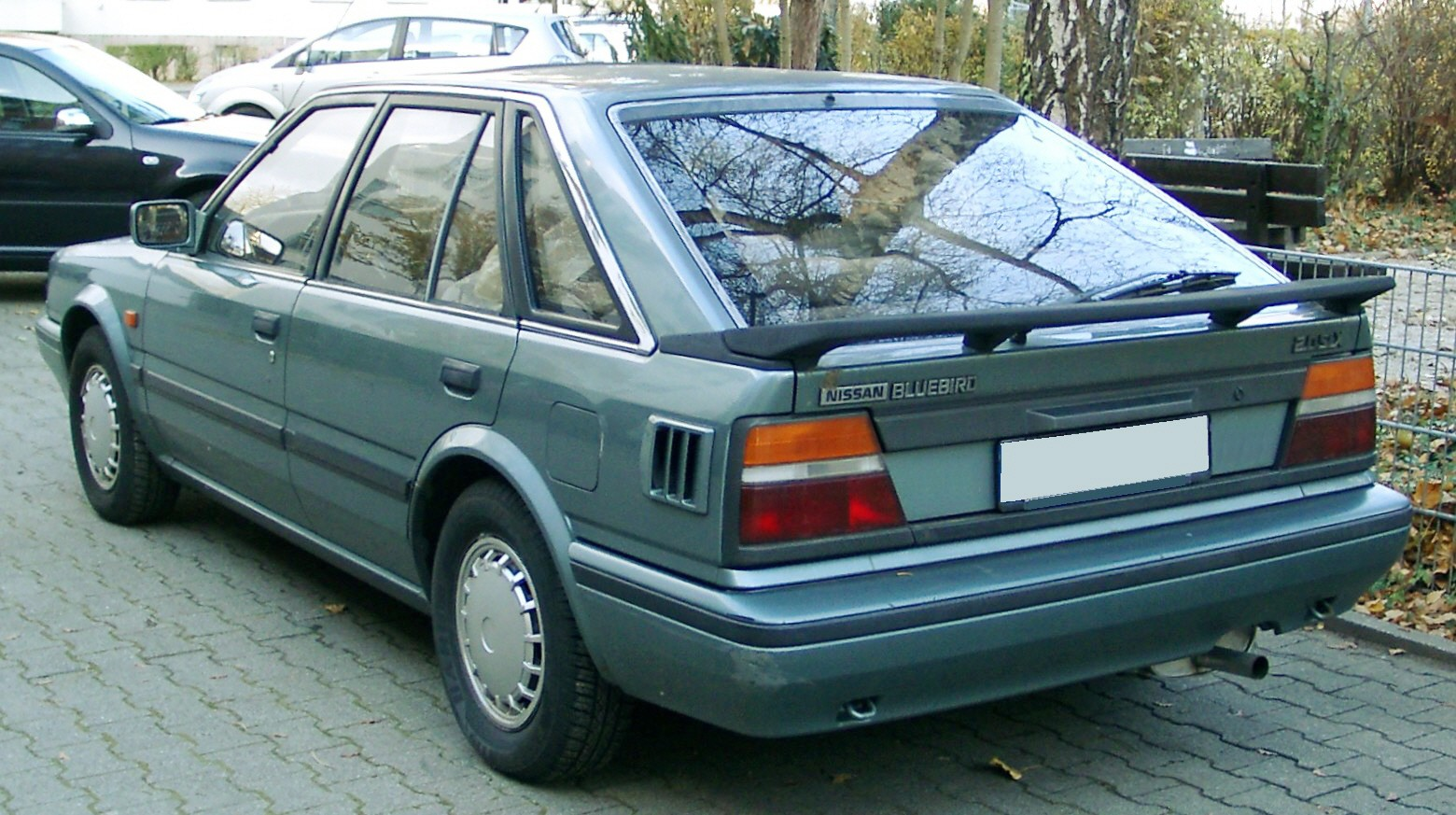
'86-'90 Stanza